# 莫雷耶
莫雷耶（法語：Moreilles，法語發音：[mɔʁɛj]）是法国卢瓦尔河地区大区旺代省的一个市镇，属于丰特奈勒孔特区。

## 地理
莫雷耶（46°25'16"N, 1°5'5"W）面积19.68 平方千米，位于法国卢瓦尔河地区大区旺代省，该省份为法国西部沿海省份，北起大西洋卢瓦尔省和曼恩-卢瓦尔省，西临大西洋，南至滨海夏朗德省，东部及东南部与德塞夫勒省接壤。
与莫雷耶接壤的市镇（或旧市镇、城区）包括：尚帕涅莱马赖、呂松、纳利耶、皮拉沃、圣热姆拉普莱讷、圣拉代贡德-德努瓦耶。

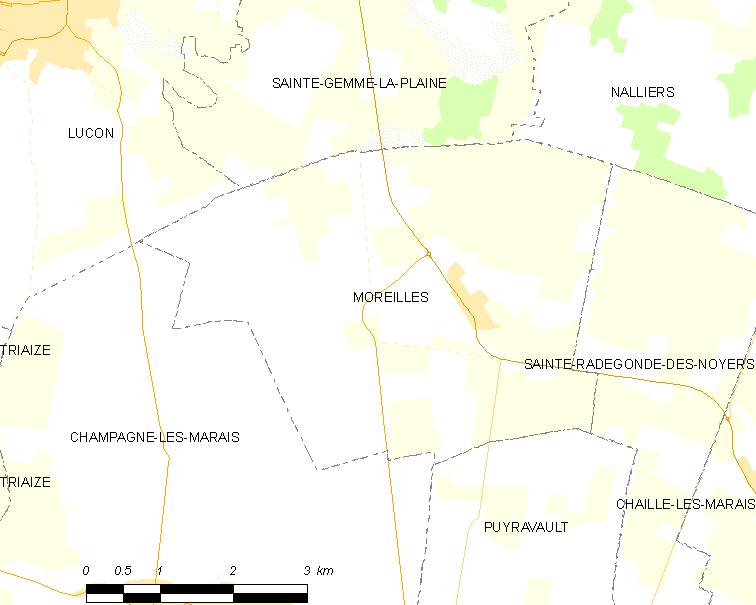
莫雷耶的OSM定位图

莫雷耶的时区为UTC+01:00、UTC+02:00（夏令时）。

## 行政
莫雷耶的邮政编码为85450，INSEE市镇编码为85149。

## 政治
莫雷耶所属的省级选区为吕松县。

## 人口

1962-2008年间莫雷耶人口变化图示

莫雷耶于2022年1月1日时的人口数量为408人。